# Marquesado de la Caridad

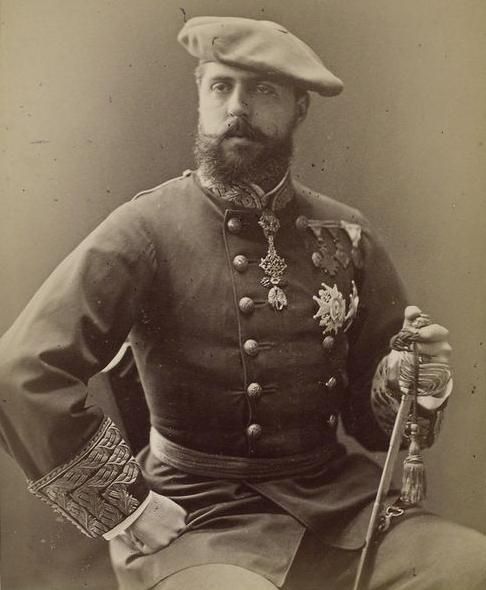
Pretendiente carlista "rey" Carlos VII.

El marquesado de la Caridad es un título nobiliario español creado el 16 de julio de 1874 por el pretendiente carlista "Carlos VII" a favor de Josefa Vasco y Gómez, viuda de Calderón, vicepresidenta de la Cruz Roja carlista de la Caridad.
Reconocido como Título del Reino el 24 de noviembre de 1982.

## Marqueses de la Caridad
|                              | Titular                          | Periodo                   |
| Creación por "Carlos VII"    | Creación por "Carlos VII"        | Creación por "Carlos VII" |
| ---------------------------- | -------------------------------- | ------------------------- |
| I                            | Josefa Vasco y Gómez             | 1874-1884                 |
| Reconocido por Juan Carlos I |                                  |                           |
| II                           | Gonzalo María de Ulloa y Suelves | 1982-actual titular       |

## Historia de los marqueses de la Caridad
- María Josefa Vasco y Gómez (1827-1884), i marquesa de la Caridad.

1. Casó con Carlos Manuel Calderón Molina. Fue su hija:

-Carolina Calderón y Vasco (f. en 1901). Fue su hijo:
-Gonzalo María Ulloa y Calderón (1865-1896). Fue su hijo: 
-Álvaro María de Ulloa y Fernández-Durán (1886-1949), ix marqués de Castro Serna. Fue su hijo:
-Gonzalo María de Ulloa y Ramírez de Haro (1925-1971), x marqués de Castro Serna. Su hijo rehabilitó el título al obtener el reconocimiento como Título del Reino:
Rehabilitado en 1982 en favor de:
- Gonzalo María de Ulloa y Suelves (n. en 1952), ii marqués de la Caridad.